# Parafia Miłosierdzia Bożego w Olsztynie
Parafia Miłosierdzia Bożego w Olsztynie – rzymskokatolicka parafia w Olsztynie, należąca do dekanatu Olsztyn Południe archidiecezji warmińskiej.
Parafia została utworzona 1 stycznia 1990. Kościół parafialny mieści się przy ulicy Barcza. Parafię prowadzą księża diecezjalni.